# Karszew (gmina)
Karszew – dawna gmina wiejska istniejąca do 1954 roku w woj. łódzkim i poznańskim. Nazwa gminy pochodzi od wsi Karszew, lecz siedzibą władz gminy był Wiesiołów.
W okresie międzywojennym gmina Karszew należała do powiatu kolskiego w woj. łódzkim. 1 kwietnia 1938 roku gminę wraz z całym powiatem kolskim przeniesiono do woj. poznańskiego.
Po wojnie gmina zachowała przynależność administracyjną. Według stanu z dnia 1 lipca 1952 roku gmina składała się z 11 gromad: Baranowiec, Karszew, Krzewo, Kupinin, Lisice, Mniewo, Rośle, Tarnówka, Tarnówka Wiesiołowska, Wiesiołów i Zalesie.
Jednostka została zniesiona 29 września 1954 roku wraz z reformą wprowadzającą gromady w miejsce gmin. Po reaktywowaniu gmin z dniem 1 stycznia 1973 roku gminy Karszew nie przywrócono, utworzono natomiast z jej dawnego obszaru oraz z obszaru dawnej gminy Chełmno nową gminę Dąbie w tymże powiecie i województwie.
Zobacz też: gmina Karczew